# 헨슬리 뮬렌
헨슬리 뮬렌(네덜란드어: Hensley Meulens, 1967년 6월 23일 ~ )은 콜로라도 로키스의 코치이자, 전 SK 와이번스 소속 야구선수다.

## 미국 프로야구 시절
일곱 시즌 동안 4팀을 거치며 182경기 타율 0.220, 15홈런을 기록했다.

## 일본 프로야구 시절
셋 시즌 동안 지바롯데와 야쿠르트에서 뛰며 77홈런을 쳤다.

## 한국 프로야구 시절
쌍방울 레이더스에 입단하였으나 팀이 해체되자 SK 와이번스로 인계되었다. 이로써 KBO리그 최초 네덜란드 선수가 되었다. 주로 3루수로 기용되었는데 14경기 1홈런 0.196의 타율을 기록한 뒤 퇴출되었다.

## 이후
2002년까지 멕시코리그에서 뛴 후 은퇴했으며, 이후 샌프란시스코 자이언츠 코치, 뉴욕 메츠 코치, 네덜란드 국가대표팀 감독, 콜로라도 로키스 코치 등을 거쳤다.

## 같이 보기
- 2000년 SK 와이번스 시즌